# Bernardo Ariston
Bernardo Ramos Ariston (Rio de Janeiro, 25 de setembro de 1969) é graduado em Direito, Jornalista e Radialista político brasileiro. 
Filho de Augusto José Ariston e de Maria de Lourdes C. R. Ariston.
Em 2002, foi eleito deputado federal pelo estado do Rio de Janeiro com 89.224 votos, e em 2003 ingressou no Partido do Movimento Democrático Brasileiro (PMDB). Em 2006, foi reeleito para seu segundo mandato.
. 